# Ernst von Siemens Musikstiftung

Das Logo der Stiftung

Die Ernst von Siemens Musikstiftung ist eine durch den Industriellen Ernst von Siemens im Jahr 1972 gegründete Stiftung mit Sitz in Zug (Schweiz). Die Verwaltung liegt bei der KPMG AG, Luzern, vertreten durch Christoph Portmann. Die weitere Geschäftsführung unter der Leitung von Michael Roßnagl befindet sich in München am Hauptsitz der Siemens AG.

## Stiftungszweck
Hauptzweck der Kunststiftung ist die alljährliche Verleihung des Ernst von Siemens Musikpreises an eine Person des zeitgenössischen Musiklebens für deren Lebenswerk, mit dem sie sich als Komponist, Interpret oder Musikwissenschaftler besondere Verdienste erwarb. 2013 betrug er 250.000 Euro. Daneben werden Förderpreise an junge Komponisten und Musiker verliehen. Außerdem werden Ensembles, Festivals, zeitgenössische Musik-Projekte und Institutionen des zeitgenössischen Musiklebens finanziell unterstützt.

## Antragsfrist
Für das jeweilige Förderjahr sind Anträge bis zum 15. September des Vorjahres einzureichen. Soll in der zweiten Jahreshälfte ein Projekt kurzfristig gefördert werden, können Anträge bis zum 1. März des Förderjahres gestellt werden.

## Fördervolumen
Der Stifter Ernst von Siemens hatte Aktien in das Stiftungsvermögen eingebracht, deren Dividenden in die Stiftung fließen. Damit hängt die Stiftung vom Geschäftsergebnis der Siemens AG ab. Das Fördervolumen ist im Laufe der Jahre deutlich gestiegen. 1996 stand ein Betrag von 650.000 Deutsche Mark zur Verfügung. 2017 betrug die jährliche Gesamtförderung 3 Millionen Euro.

## Kuratorium
Dem Kuratorium gehören 2021 die Komponisten Isabel Mundry, Enno Poppe, Wolfgang Rihm und Nikolaus Brass, der Musikwissenschaftler Ulrich Mosch, die Violinistin Carolin Widmann sowie die Kulturmanager Thomas Angyan (Gesellschaft der Musikfreunde in Wien), Winrich Hopp (Musikfest Berlin), Ilona Schmiel (Tonhalle-Orchester Zürich) und Andrea Zietzschmann (Berliner Philharmoniker) an.

## Stiftungsrat
Den Vorsitz hat Peter Ruzicka, Mitglied der Bayerischen Akademie der Schönen Künste, inne. Des Weiteren sind Ferdinand von Siemens, Eric Fellhauer, Elisabeth Oltramare, Herbert Scheidt und Christoph von Seidel Mitglieder. Ehrenmitglied ist Bettina von Siemens (Mai 2022).

## Preisträger
Den Preis erhielten unter anderem bisher die männlichen Komponisten, Musiker und Musikwissenschaftler Benjamin Britten, Olivier Messiaen, Mstislav Rostropovich, Witold Lutosławski, Luciano Berio, Hans Werner Henze, György Ligeti, Claudio Abbado, Maurizio Pollini, Helmut Lachenmann, Wolfgang Rihm, György Kurtág, Daniel Barenboim, Nikolaus Harnoncourt, Dietrich Fischer-Dieskau, Michael Gielen, Brian Ferneyhough, Reinhold Brinkmann, das Arditti Quartett, Alfred Brendel, Gidon Kremer, Herbert von Karajan, Mauricio Kagel, Peter Schreier, Karlheinz Stockhausen, Yehudi Menuhin, Aribert Reimann und Simon Rattle. Die bisher erste weibliche Preisträgerin des Hauptpreises war Anne-Sophie Mutter (2008), gefolgt von Rebecca Saunders (2019), Tabea Zimmermann (2020), Olga Neuwirth (2022) und Chin Un-suk (2024).